# Carne di balena

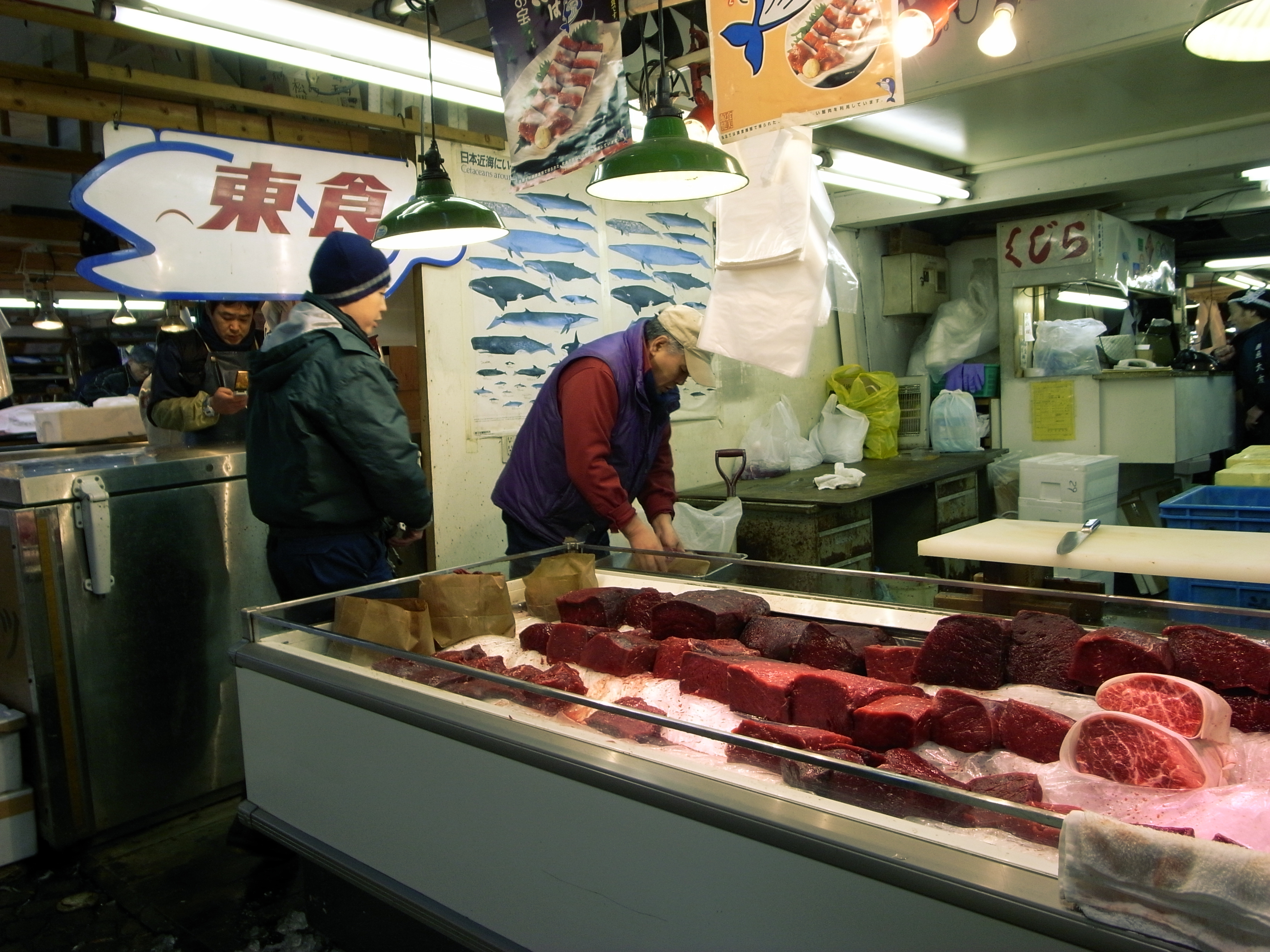
Carne di balena in vendita al mercato del pesce di Tsukiji a Tokyo nel 2008

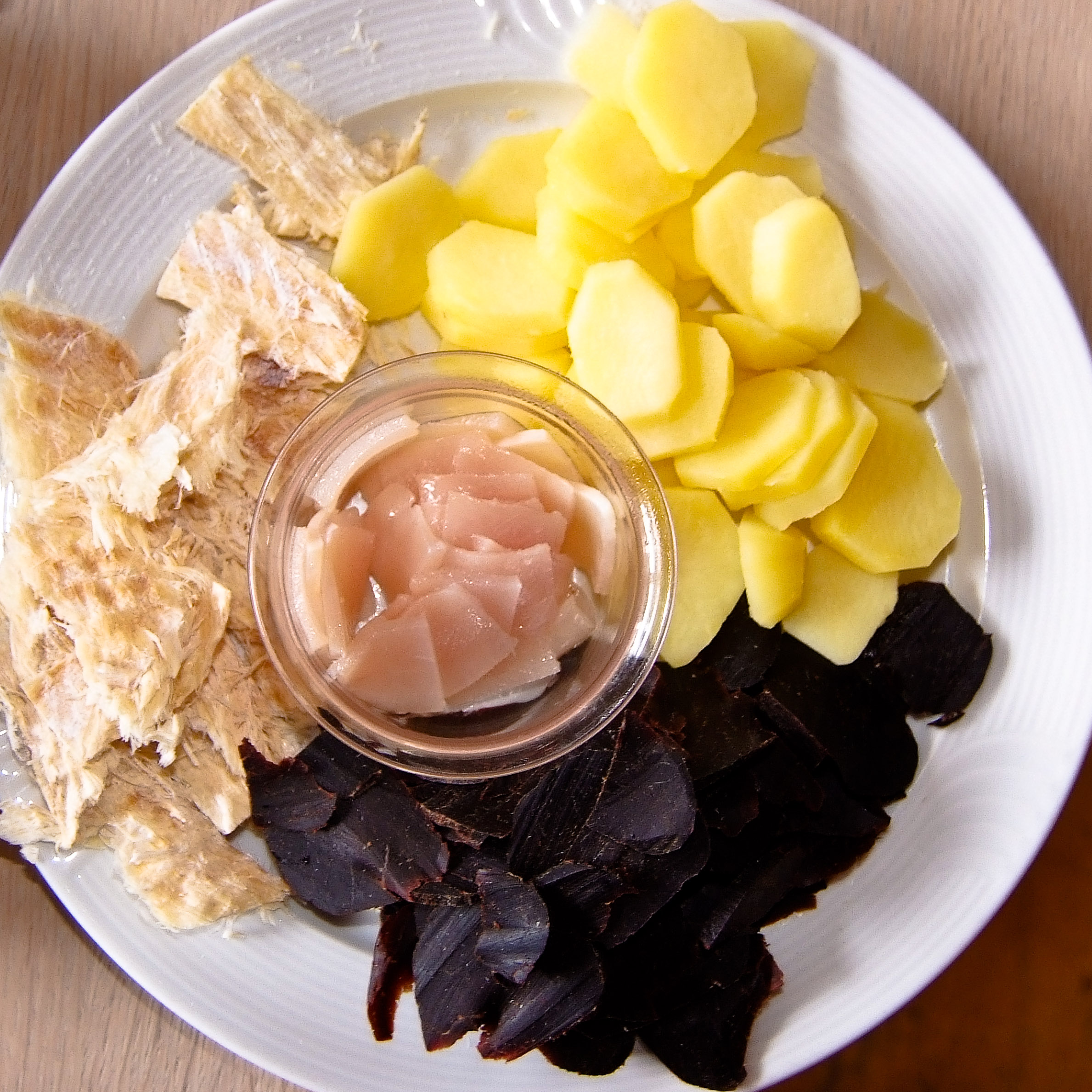
Tvøst og spik: carne di balena (a destra) e grasso di balena (al centro) e pesce essiccato (a sinistra) e patate, come sono servite alle Isole Fær Øer.

La carne di balena è la carne dei cetacei (capodogli, balenottere, megattere, balene) usata nell'alimentazione dagli uomini o da altri animali. In senso più ampio si intende anche il consumo di altre parti come la pelle, i suoi organi e il grasso di balena.
La carne di balena è stata consumata in passato in Europa occidentale, Nordamerica e Asia orientale, e il suo consumo continua oggi in paesi quali il Giappone, la Norvegia, le isole Faer Oer, e da parte dei baschi, degli inuit e di altri popoli indigeni degli Stati Uniti, del Canada e della Groenlandia, dei ciukci della Siberia in Russia e degli abitanti dell'isola di Bequia nel mar dei Caraibi. Tuttavia in molte culture essa è considerata un tabù alimentare, e il suo commercio è illegale in molti paesi.

## Tossicità
I test sulla carne di balena venduta nelle isole Faroe e in Giappone, hanno rivelato alti livelli di metilmercurio e altre tossine come il PCB. Una ricerca è stata condotta da Tetsuya Endo, Koichi Haraguchi e Masakatsu Sakata presso l'Università di Hokkaido, i quali hanno  trovato alti livelli di mercurio negli organi delle balene, in particolare nel fegato. Hanno dichiarato che "l'intossicazione acuta potrebbe derivare da una singola assunzione" di fegato. Dallo studio è emerso che i campioni di fegato in vendita in Giappone contenevano, in media, 370 microgrammi di mercurio per grammo di carne, 900 volte il limite imposto dal governo. Livelli rilevati nei reni e dei polmoni erano approssimativamente 100 volte superiore al limite.

## Denunce

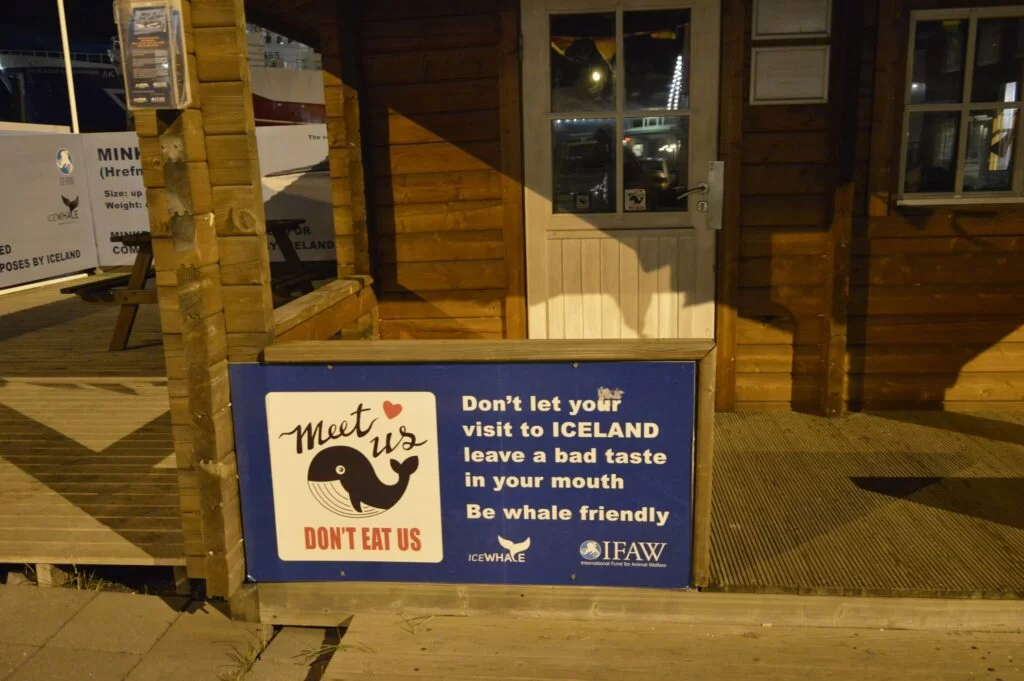
Spot contro la carne di balena in Islanda nel 2016

Il consumo di carne di balena da parte degli uomini è stato denunciato dagli oppositori sulla base della conservazione della fauna selvatica, e per la tossicità di questi animali, a causa del loro elevato contenuto di mercurio, che provoca un avvelenamento da mercurio, chiamato malattia di Minamata.
Nel 2007, per iniziativa dell'associazione ambientalista Greenpeace, vengono messi in mostra davanti alla Porta di Brandeburgo a Berlino delfini e balene morte catturati nelle reti dei pescatori come protesta contro la caccia commerciale di queste due specie in pericolo, e per far prendere provvedimenti ai governi che partecipano agli incontri dell'IWC, la commissione internazionale sulle balene.